# Torq-Set

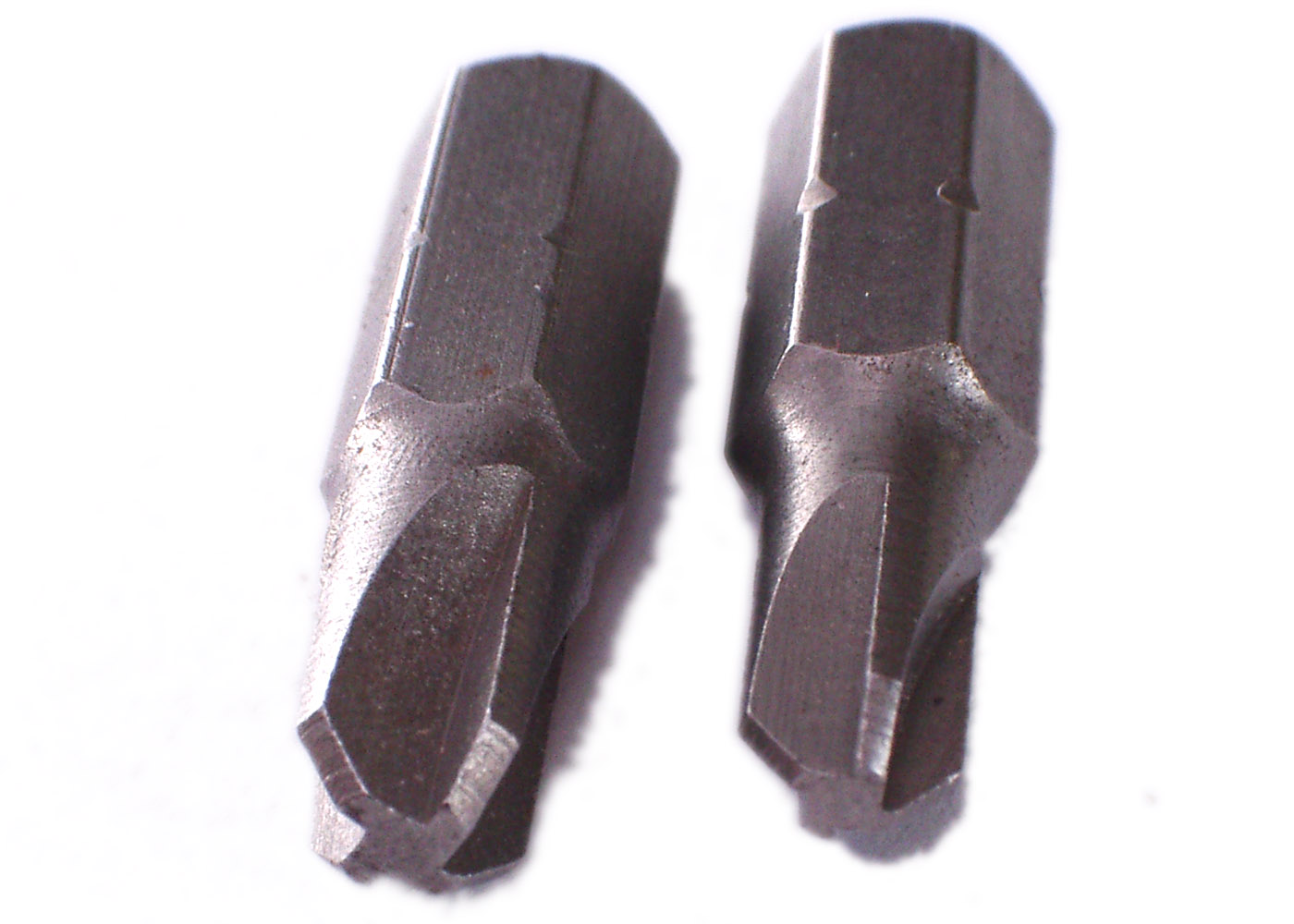
Końcówki wkrętaka typu Torq-Set

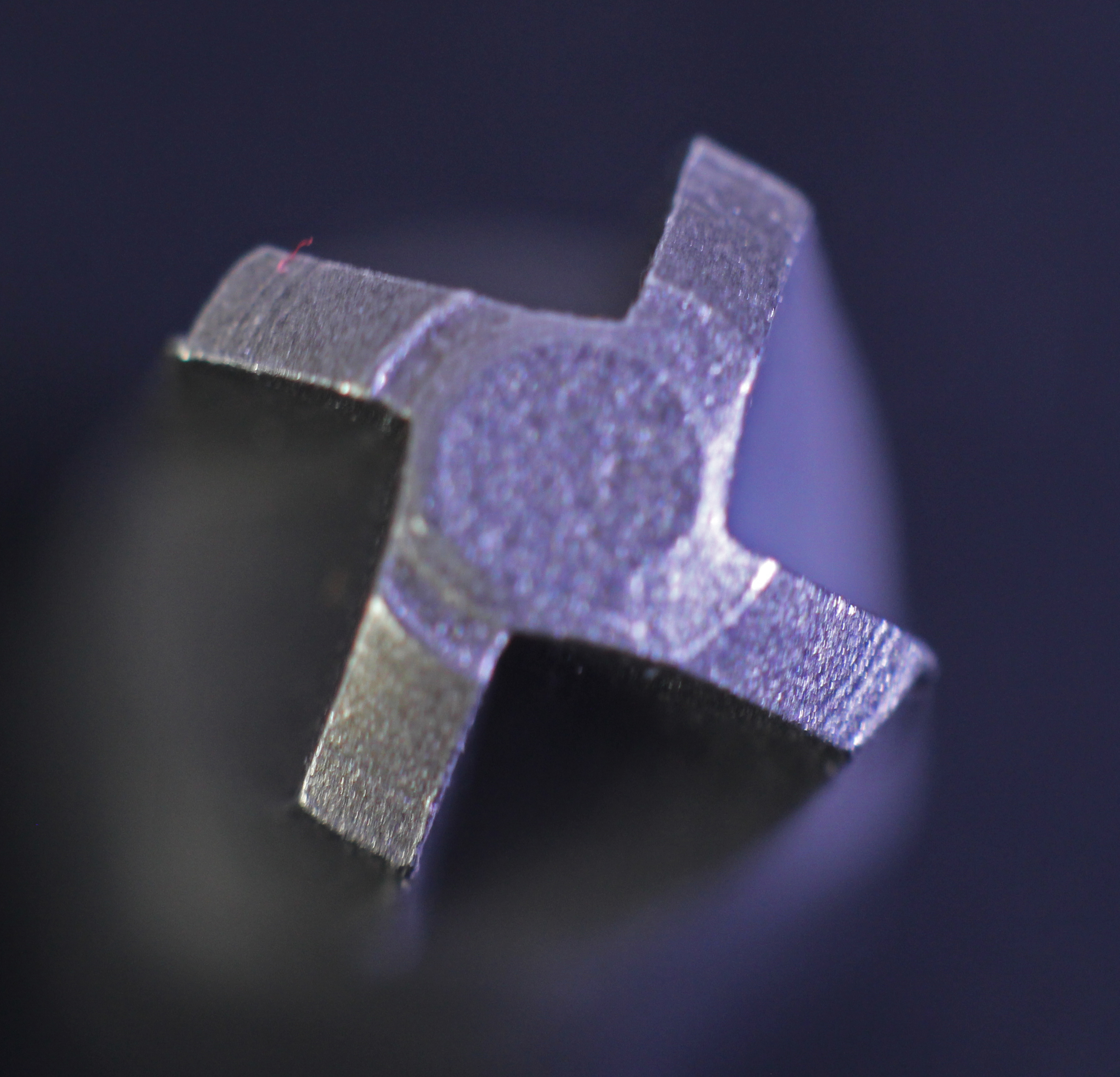
Zbliżenie na grot wkrętaka typu Torq-Set

Torq-Set – typ grotu wkrętaka oraz nacięcia łba wkręta. Występuje w trzech wielkościach: 6, 8, 10. Mimo że wyglądem podobny do typów Phillips i Pozidriv, nie współpracuje z nimi, gdyż nacięcia łba wkręta są przesunięte w bok wobec siebie (nie stanowią przedłużenia odcinka po drugiej stronie przecięcia).

## Zastosowania
Wkręty z nacięciami Torq-set są używane głównie w zastosowaniach wojskowych i lotniczych, np. w samolotach Boeing E-3 Sentry, Boeing E-6 Mercury, Lockheed P-3 Orion, General Dynamics F-16 Fighting Falcon oraz przez firmy Airbus, Embraer i Bombardier.